# Гамба, Жак Франсуа
Жак Франсуа Гамба (фр. Jacques François Gamba; в ряде источников Жан-Франсуа Гамба (фр. Jean-François Gamba); 1763, Дюнкерк — 1833, Тифлис, Грузинская губерния) — французский дипломат, консул в Тифлисе, путешественник, предприниматель и писатель.

## Биография
Жак Франсуа Гамба родился в 1763 году в городе Дюнкерке; получил образование первоначально в монастырском училище «des pères de l’Oratoire» в Жюйи, а потом в Германии.
По возвращении на родину он встал во главе торгового дома, основанного его отцом, и много сделал для оптимизации обойного производства в Вогезах. Потеряв во время революции большую часть своего состояния, он бросил дела, много путешествовал по Европе, издал несколько брошюр, а по реставрации Бурбонов на французском престоле представил правительству доклад со своими соображениями о путях развития торговли с Азией, и в частности с Индией. Его идеи в этой сфере были весьма благосклонно встречены герцогом Ришельё.
В 1817 году Гамба отправился в южные губернии Российской империи, чтобы исследовать, сможет ли Франция извлечь выгоды из непосредственных торговых сношений с Россией. Он посетил Одессу, Николаев, Херсон, Таганрог, Нахичевань, Новочеркасск, Дубовку, Астрахань, немецкие, татарские и греческие колонии, Моздок, Тамань, Керчь, Феодосию, Симферополь. Возвратившись в 1818 году в Париж, он опубликовал извлечения из описания своего путешествия в журнале «Nouvelles annales des voyages».
В 1819 году Жак Франсуа Гамба предпринял второе путешествие в Россию и обратил особенное внимание на Грузию, которая, по мнению Ришельё, должна была сделаться центром торговли Европы с Азией. Из Грузии он проехал в Ширван и Дагестан, а затем посетил Москву и Санкт-Петербург. Французское правительство учредило должность консула в Тифлисе и назначило на неё Гамба. Русское же правительство отвело ему значительный участок земли, на котором он должен был обучать местное население различным усовершенствованиям по части земледелия, ремеслам и промыслам. Помимо этого Гамба внёс очень существенный вклад в развитие торговых сношений Франции с Востоком и льготному поселению иностранцев в Закавказье.
В 1824 году Гамба в последний раз приехал во Францию и издал результаты своего изучения южной России в книге под заглавием: «Voyage dans la Russie méridionale et particulièrement dans les provinces au delà du Caucase, fait depuis 1820 jusqu’en 1824», в 2 томах, с атласом. Часть их, под заглавием «Путешествие в Южную Россию и преимущественно в Кавказские области», была напечатана в «Северном архиве» (1826 г., № 9, 1827 г., № 5 и 1828 год, № 7).
В 1826 году Жак Франсуа Гамба возвратится в Тифлис, где и скончался в августе 1833 года.